# Carlo Riccetelli
Carlo Riccetelli (Vicovaro, 2 gennaio 1962) è un ex calciatore italiano, di ruolo portiere.

## Carriera

### Club
Riccetelli passò al Trento, sua prima squadra professionistica, nell'ottobre 1983, dopo essere cresciuto nelle giovanili della Roma, con cui aveva vinto il Torneo di Viareggio nel 1981. Con la formazione della capitale aveva già giocato nella categoria Juniores e aveva perso la finale del Campionato Primavera 1980-1981 contro l'Udinese. Iniziò quindi la propria carriera con la formazione trentina, giocando 7 incontri durante la Serie C1 1983-1984. Trasferitosi alla Pistoiese, giocò da titolare due campionati, entrambi in Serie C2 (1985-1986 e 1986-1987). Durante la stagione 1986-1987 subì 11 gol in 34 incontri, mantenendo inviolata la propria porta per oltre 800 minuti consecutivi. Giocò poi un campionato per la Lucchese, in terza serie, per poi tornare in Serie C2 con la Vis Pesaro. Durante il campionato 1989-1990 rimase senza subire reti per 1192 minuti, avvicinandosi al primato di categoria. Dopo cinque stagioni con la Vis Pesaro (di cui una in Serie C1, la 1992-1993), giocò nel Catania il Campionato Nazionale Dilettanti 1994-1995. Fu poi integrato nella rosa del Brescia, rimanendo una riserva (vestiva il numero 35) e venendo talvolta portato in panchina. Disputò l'ultimo campionato tra i professionisti con la maglia del Giorgione (Serie C2 1996-1997).

### Nazionale
Già chiamato da Azeglio Vicini in Nazionale U-21 per il torneo di Montecarlo (12-19 novembre 1979), Riccetelli fu scelto quale portiere titolare dell'Italia Under-20 che prese parte al campionato del mondo Under-20 1981. In tale manifestazione esordì il 3 ottobre, subendo 4 gol dalla Corea del Sud. Fu poi schierato contro il Brasile, subendo una rete da Djalma Bahia. Durante il Mondiale fornì prestazioni non del tutto positive, che determinarono la sua esclusione dall'ultima gara contro la Romania, durante la quale fu sostituito da Giulio Drago.

## Palmarès

### Club

#### Competizioni giovanili
- Torneo di Viareggio: 1

Roma: 1981

#### Competizioni nazionali
- Serie C2: 1

Vis Pesaro: 1991-1992
- Campionato Nazionale Dilettanti: 1

Catania: 1994-1995